# Idontwannabeyouanymore
«Idontwannabeyouanymore» (с англ. — «Я больше не хочу быть тобой») — песня американской певицы Билли Айлиш, вышедшая 21 июля 2017 года в качестве пятого сингла с дебютного мини-альбома Don’t Smile at Me (2017) на лейблах Darkroom и Interscope Records. Была написана Билли Айлиш и Финнесом О’Коннеллом, спродюсирована Финнесом О’Коннеллом.

## Коммерческое исполнение
Idontwannabeyouanymore стал третьим синглом Билли Айлиш, дебютировавшим в американском чарте Billboard Bubbling Under Hot 100. Песня позже дебютировала в чарте Billboard Hot 100 на сотой строчке, после выхода вирусного клипа на эту песню. Она достигла 96 места в чарте и оставалась там в течение 3-х недель. В Канаде сингл смог достичь 60-го места в Canadian Hot 100 и оставался там 14 недель.

## Музыкальное видео
4 января 2018 года было выпущено вертикальное музыкальное видео на эту песню. В клипе изображено, как Айлиш говорит отражению в зеркале, как ненавидит себя, как было описано в тексте песни.

## Участники записи
- Билли Айлиш — вокал
- Финнеас О’Коннелл — продюсер
- Роб Кинельски — миксинг
- Джон Гринэм — инженер-мастеринг[6]

## Чарты

### Недельные чарты
| Чарт (2018–2020)                               | Высшая позиция |
| ---------------------------------------------- | -------------- |
| Канада (Billboard Canadian Hot 100)            | 60             |
| Республика Корея (Gaon)                        | 174            |
| Великобритания (OCC UK Singles)                | 78             |
| США (Billboard Hot 100)                        | 96             |
| США Alternative Digital Song Sales (Billboard) | 4              |
| США Pop Digital Song Sales (Billboard)         | 16             |

### Годовые чарты
| Чарт (2019)                                    | Позиция |
| ---------------------------------------------- | ------- |
| Республика Корея (Gaon)                        | 171     |
| США Alternative Digital Song Sales (Billboard) | 24      |

## Сертификации
| Регион                                                                      | Сертификация          | Продажи   |
| --------------------------------------------------------------------------- | --------------------- | --------- |
| Австралия (ARIA)                                                            | 3× Платиновый         | 210 000   |
| Канада (Music Canada)                                                       | Платиновый            | 80 000    |
| Дания (IFPI Danmark)                                                        | Золотой               | 45 000    |
| Франция (SNEP)                                                              | Золотой               | 100 000   |
| Италия (FIMI)                                                               | Золотой               | 35 000    |
| Мексика (AMPROFON)                                                          | 2× Платиновый+Золотой | 150 000   |
| Польша (ZPAV)                                                               | Платиновый            | 20 000    |
| Португалия (AFP)                                                            | Платиновый            | 10 000    |
| Великобритания (BPI)                                                        | Платиновый            | 600 000   |
| США (RIAA)                                                                  | 2× Платиновый         | 2 000 000 |
| Данные о продажах + прослушиваниях приведены только на основе сертификации. |                       |           |